# Peter Hirche
Peter Hirche (* 2. Juni 1923 in Görlitz; † 1. August 2003) war ein  deutscher Schriftsteller und Hörspielautor.

## Leben
Hirche wurde als Sohn eines Versicherungsstatistikers in Görlitz geboren. Er wuchs in der Beethovenstraße auf dem rechten Ufer der Neiße (im heute polnischen Zgorzelec) auf, absolvierte das Gymnasium Augustum. Den 1933 im KZ inhaftierten und (aufgrund des Gesetzes über die Wiederherstellung des Berufsbeamtentums) vom Dienst suspendierten Biologielehrer Paul Gatter porträtierte er als Studienrat Dr. Theißen in seinem Hörspiel Nähe des Todes.
Hirche war von 1941 bis 1945 Soldat, wurde mehrfach verwundet und geriet schließlich in Gefangenschaft. Nach dem Krieg schlug er sich zunächst in verschiedenen Berufen durch und ließ sich 1949 in Berlin als freier Schriftsteller und Übersetzer nieder.
1952 ehelichte er Ursula Haupt, mit der er eine Tochter Gabriele hatte.

## Hörfunk- und Fernsehautor
1953 wurde er durch das Hörspiel „Die seltsamste Liebesgeschichte der Welt“ (produziert vom NWDR unter der Regie von Gustav Burmester) einer breiteren Öffentlichkeit bekannt. Er wurde besonders für seine nach musikalischen Prinzipien konstruierten Dialoge geschätzt, in denen er auf sehr zurückhaltende Art den Problemen alltäglicher Menschen in der Nachkriegszeit nachspürt.
In einem Vortrag vom 26. April 1966 unter dem Titel Rede des Autors über das Hörspiel setzte er sich auch theoretisch mit dem Hörspiel auseinander.
Das Hörspiel Lehmann bezeichnete er selbst als sein gelungenstes Werk.
Für das Fernsehen schrieb er: Die Träumer (1961), Eine gescheiterte Existenz (1965) und Verlorenes Leben (1976).
1995 wurde Nähe des Todes in Anwesenheit des Autors als szenische Lesung im Stadttheater Görlitz aufgeführt.

## Weitere Werke
Peter Hirche schrieb für das Theater die Bühnenstücke: Triumph in 1000 Jahren (1955) schildert die Psychologie eines Nazi-Offiziers im Zweiten Weltkrieg; ferner schrieb er Die Söhne des Proteus (1960) und Zero (1963).
Hirches Liedtexte und Libretti wurden vertont u. a. von Joe Edwards (Bim-Bam-Bus - im Urwald ticken die Bäume, 1950), von Franz Grothe (Janos, 1950), von Werner Eisbrenner (Der silberne Walzer - Die Sehnsucht spielt mir auf silberner Saiten, 1953) und von Charles Nowa (Silber-Pferdchen - Auf silbernen Pferdchen reiten die Träume, 1953).
Außerdem übersetzte er von Mischa Spoliansky den Schlager Das Lied von Capri (1950), von David Heneker das Musical Kipps nach dem Roman von H. G. Wells (Originaltitel der Bearbeitung: Half a Sixpence, 1963), von George Tabori Pinkville (1972) und Joseph Hellers Catch-22 (1973).
Im fortgeschrittenen Alter verfasste Peter Hirche politisch-satirische Gedichte, die unter dem Sammeltitel Likketappe und Funkeldunc zum Teil in Zeitschriften publiziert wurden.

## Auszeichnungen
- 1955 gewann Hirche für „Die Heimkehr“ (Regie: Oskar Nitschke) den Prix Italia.
- 1956 erhielt er den Gerhart-Hauptmann-Preis der Freien Volksbühne Berlin für „Triumph in tausend Jahren“.
- 1966 erhielt er für „Miserere“ (Regie: Oswald Döpke) den Hörspielpreis der Kriegsblinden.
- 1967 Preis des Tschechoslowakischen Rundfunks für „Miserere“
- 1976 Eichendorff-Preis

## Werke (Auswahl)
- Sherlock Holmes verschenkt tausend Pfund. Hörspiel, Ursendung 1950, Regie: Paul Land
- Die Schwestern Westwick. Hörspiel, Ursendung 1950, Regie: nicht bekannt
- Das Lächeln der Ewigkeit. Hörspiel, Ursendung 1953, Regie: Hanns Korngiebel
- Die seltsamste Liebesgeschichte der Welt. Hörspiel, Ursendung 1953, Regie: Gustav Burmester
- Lob der Verschwendung. Hörspiel, Ursendung 1954, Regie: Ludwig Cremer
- Heimkehr. Hörspiel, Ursendung 1955, Regie: Fritz Schröder-Jahn (dass. am 13. April 1955 vom SDR unter dem Titel Die Heimkehr, Regie: Oskar Nitschke)
- Triumph in tausend Jahren. Hörspiel, Ursendung 1956, Regie: Curt Goetz-Pflug
- Nähe des Todes, Hörspiel. Ursendung 1958, Regie: Fritz Schröder-Jahn
- Zum Empfang sind erschienen. Hörspiel, Ursendung 1960, Regie: Fritz Schröder-Jahn
- Der Unvollendete. Hörspiel, Ursendung 1961, Regie: Fritz Schröder-Jahn
- Lehmann. Hörspiel, Ursendung 1962, Regie: Friedhelm Ortmann (SDR); Fritz Schröder-Jahn (NDR) (Beide Fassungen wurden am 24. Oktober 1962 gesendet)
- Der Verlorene. Hörspiel, Ursendung 1963
- Miserere. Hörspiel, Ursendung 1965, Regie: Oswald Döpke
- Gemischte Gefühle. Hörspiel, Ursendung 1967, Regie: Fritz Schröder-Jahn
- Ich will nicht der Nächste sein. Hörspiel, Ursendung 1967
- Die Krankheit und die Arznei. Hörspiel, Ursendung 1967, Regie: Raoul Wolfgang Schnell
- Magie und telefoniertes Theater. Hörspiel, Ursendung 1967
- Zero. Hörspiel, Ursendung 1969,  Regie: Hans Gerd Krogmann

## Gedruckte Ausgaben
- Nähe des Todes. Nachwort von Maria Sommer. Hans-Bredow-Institut, Hamburg 1958 (Reihe Hörwerke der Zeit 12/13); dass. englische Ausgabe: Nähe des Todes. A radio play. Hg. Anna Otten; Odyssey Press, New York 1966
- Die Söhne des Herrn Proteus. In: Junges deutsches Theater von heute. Kipphardt, Hirche, Asmodi, Dorst, Hey, Ahlsen. Hg. v. Joachim Schondorff. Mit einem Vorwort von Joachim Kaiser. Langen-Müller, München 1961
- Die Heimkehr. Liebesgeschichte der Welt. Zwei Hörspiele. Reclam, Stuttgart 1967
- Die Heimkehr. Reclam, Stuttgart 1977, ISBN 3-15-008782-1.